# اپیک ۲۰۹۹

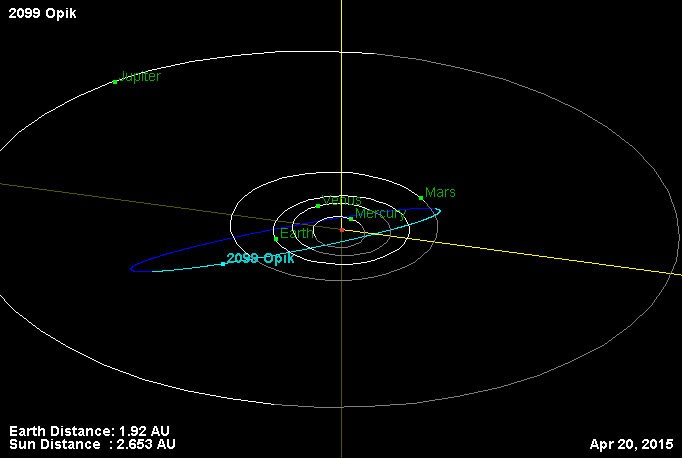
نمایی از محل قرارگیری سیارک ۲۰۹۹ در مدار – ۲۰۱۵

سیارک ۲۰۹۹ (به انگلیسی: 2099 Opik، نامگذاری:1977VB) دو هزار و نود و نهمین سیارک کشف شده‌است که در ۸ نوامبر ۱۹۷۷ کشف شد.
قدر مطلق سیارک برابر ۱۵٫۱۸ است.